# Мирошниченко, Юрий Васильевич
Юрий Васильевич Мирошниченко (27 апреля 1913 года, п. Алексеевский Кустанайского уезда — 2005) — руководитель сельскохозяйственных предприятий ряда районов; Герой Социалистического Труда (1957). Член КПСС с 1939 года. Капитан в отставке.

## Биография
Родился в крестьянской семье. После окончания сельхозтехникума работал агрономом, директором МТС. Заочно окончил сельскохозяйственный институт.
В 1938 году закончил 2-е Саратовское танковое училище, был политруком танковой роты. С началом Великой Отечественной войны на фронте в должности комиссара отдельного батальона разведки. В 1942 году после тяжёлого ранения был выведен в запас и направлен на работу в сельское хозяйство.
В марте 1954 года был назначен директором только что образованного целинного зерносовхоза «Труд» в Перелюбском районе Саратовской области. Возглавлял совхоз на протяжении десяти лет, проявив исключительные организаторские способности. Под его руководством в степи выросло мощное сельхозпредприятие — одно из крупнейших в стране. Указом Президиума Верховного Совета СССР за особые заслуги в освоении целинных и залежных земель в 1957 году ему было присвоено звание Героя Социалистического Труда.
В апреле 1964 года был назначен начальником вновь образованного Ртищевского производственного управления. В 1960-х годах он работал в Пугачёве начальником пугачёвского управления сельского хозяйства, затем в Саратове.
После выхода на пенсию возглавлял Саратовское областное общество охотников и рыболовов.

## Награды и звания
- Герой Социалистического Труда (11 января 1957) — за особые заслуги в освоении целинных и залежных земель, проведении уборки урожая и хлебозаготовок в 1956 году
- Орден Ленина (11 января 1957)
- Орден Отечественной войны II степени (6 апреля 1985) — к 40-летию Победы

## Память
В 2010 году перед Районным собранием Перелюбского муниципального района был поднят вопрос о присвоении МБОУ «Основная общеобразовательная школа п. Тепловский» имени Героя Социалистического труда Ю. В. Мирошниченко. Однако вопрос был направлен на доработку, до настоящего времени имя Героя школе не присвоено.